# Heinz Palme

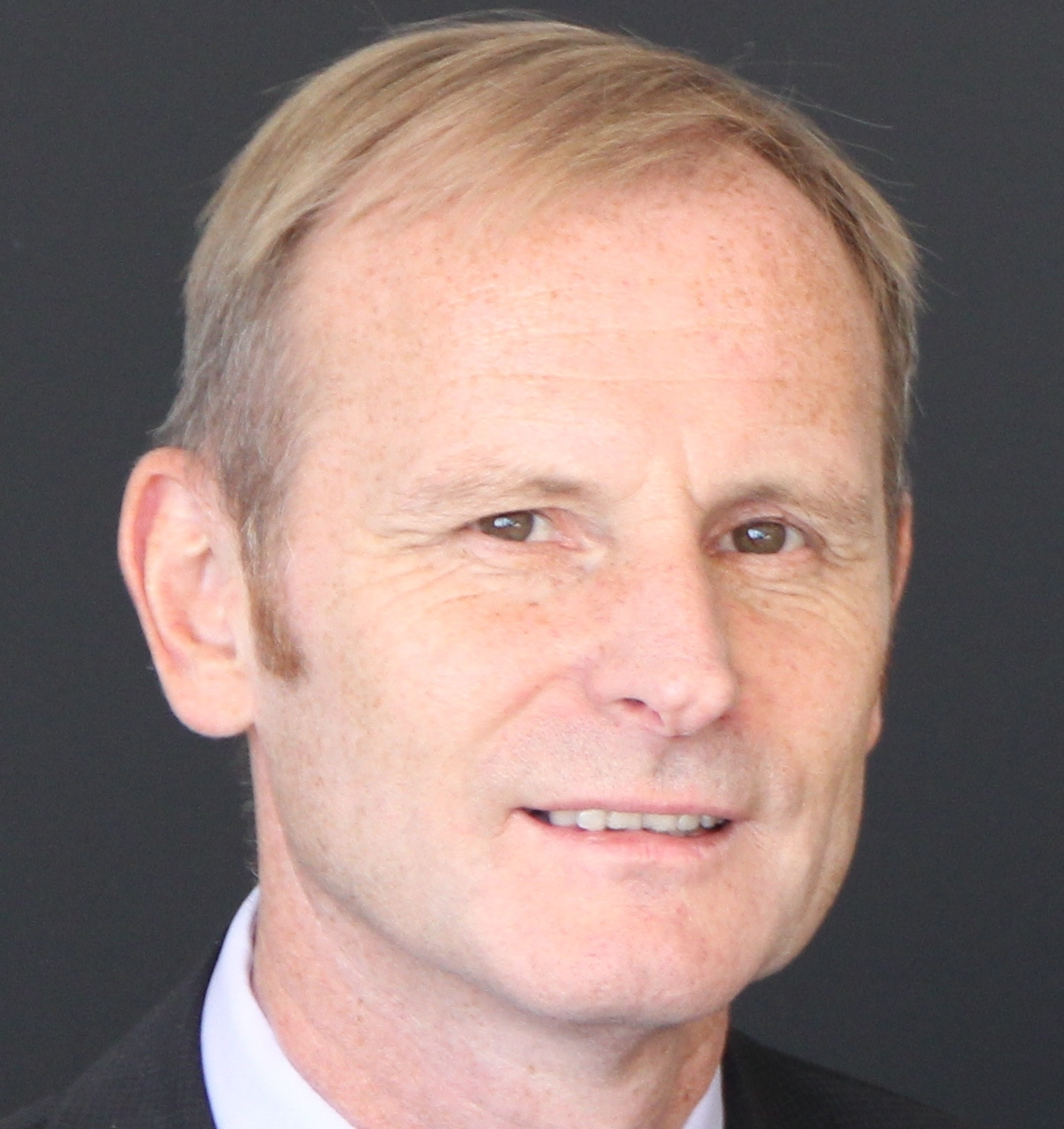
Heinz Palme

Heinz Palme (* 5. Juli 1958 in Rottenmann) ist ein österreichischer Manager mit Schwerpunkt auf internationale Sportorganisationen und Großevents.

## Leben
Palme besuchte die Pflichtschule in Liezen und maturierte 1977 an der Handelsakademie ebenda. Anschließend war Palme bis 2000 in verschiedenen Funktionen wie Leitung der Jugendabteilung (1978–1985), Pressechef, Management Nationalmannschaft, Organisation Trainerausbildung und -fortbildung (1985–1997), Bewerbungsleiter UEFA EURO 2004TM (1997–2000) beim Österreichischen Fußball-Bund (ÖFB) tätig.
Im April 2000 machte sich Palme mit der Firma Heinz Palme Management GmbH (Eventmanagement, Projektmanagement, Persönlichkeitsmanagement) selbständig. Bei der Fußball-Weltmeisterschaft 2006 in Deutschland war Palme General Coordinator des Organisationskomitees FIFA-WM 2006. Zudem leitete er das Projektmanagement und war Protokollchef der Weltmeisterschaft. Bei der Fußball-Europameisterschaft 2008 fungierte Palme als Chefkoordinator der Österreichischen Bundesregierung und war Geschäftsführer von 2008 – Österreich am Ball. Nach der Heim-Europameisterschaft wechselte er 2008 als Special Advisor für das Organisationskomitee der FIFA-WM 2010 nach Südafrika. 2011 erfolgten Vertragsgespräche mit Sturm Graz für die Position als Geschäftsführer, die zu öffentlichen Diskussionen und schließlich einer außergerichtlichen Einigung führten. Seit Jänner 2012 fungiert Palme als Director Business Developement für das International Centre for Sport Security mit Sitz in Doha, Katar.
Palme ist ein Enkel des Skispringers Heinrich „Heinz“ Palme.

## Projekte (Auszüge)
- Internationale Tätigkeiten als Mediendirektor und in der Gesamt-Organisation: UEFA-Finalspiele in Wien (1987, 1990, 1995), UEFA Champions League (1994–1999), UEFA-Europameisterschaft (1996, 2000, 2008), FIFA-Weltmeisterschaft (1994, 2002, 2006, 2010)
- Gesamtorganisation und Vermarktung Hallencup und Supercup für die Österreichische Fußball-Bundesliga (2000–2005)
- Veranstalter BA-CA Street Soccer Cup (2005–2008)
- Veranstalter Golf- und Tennis-Mannschaftstrophy zugunsten der Sporthilfe und der Franz-Beckenbauer-Stiftung (2003–2008)
- Veranstalter Wiener Stadthallenturnier (2007)
- Vermarktung/Medienorganisation Hallenhockey-WM in Wien (2007)
- Gesamtorganisation und Vermarktung des Wiener Stadthallenturniers für den SK Rapid Wien und den FK Austria Wien (2009)

## Auszeichnungen
- 2007: Roland Gutsch Project Management Award[3]
- 2009: Goldenes Ehrenzeichen für Verdienste um die Republik Österreich[4]

## Buchveröffentlichungen
- Des Kaisers General – Vom Skispringer zum Spielmacher im Weltfußball. Echo Medienhaus, Wien 2024, ISBN 978-3-903989-61-0.